# Олександр Каплонський

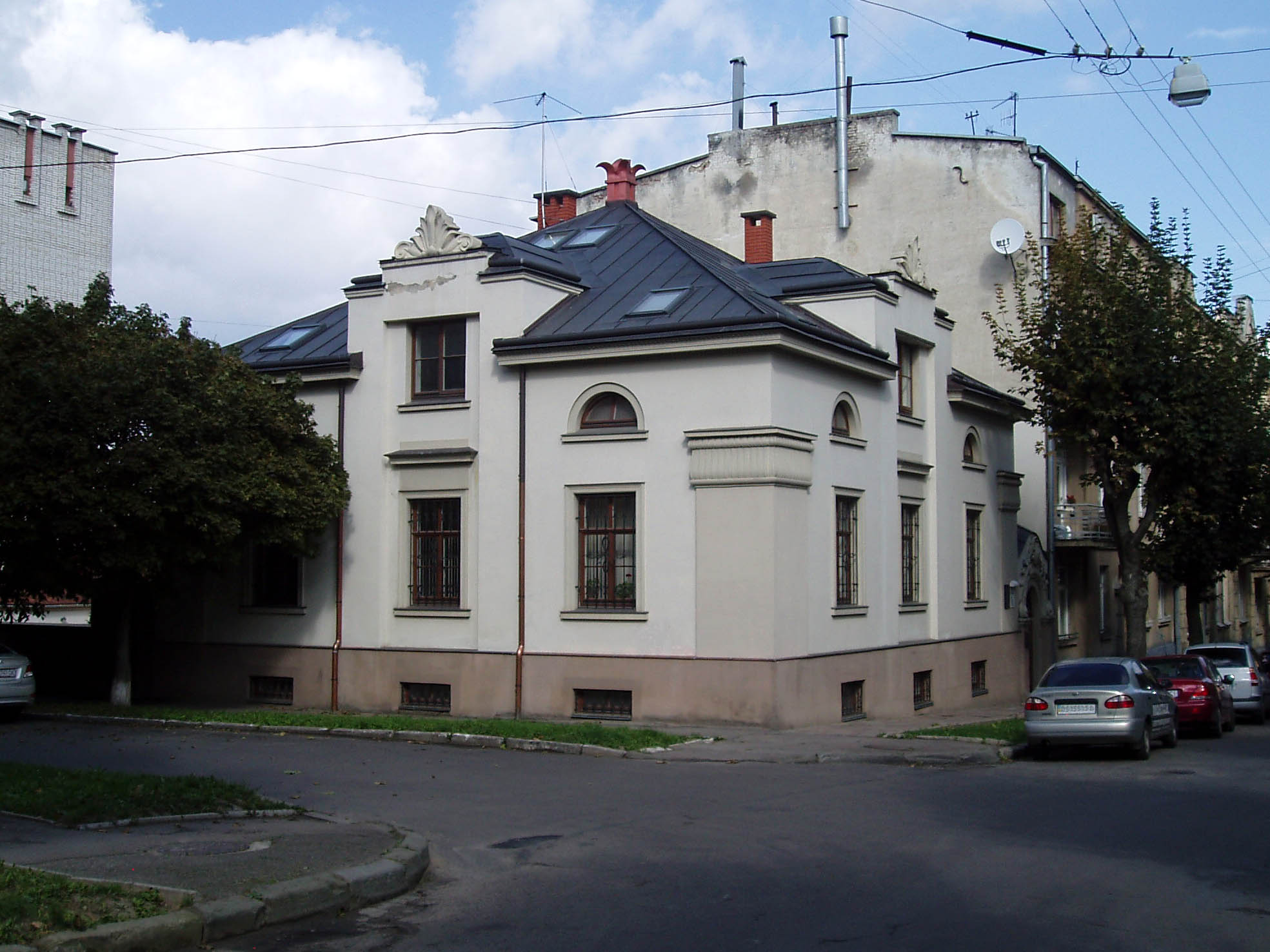
Дім Олександра Каплонського на вулиці Йосипа Сліпого, 8а

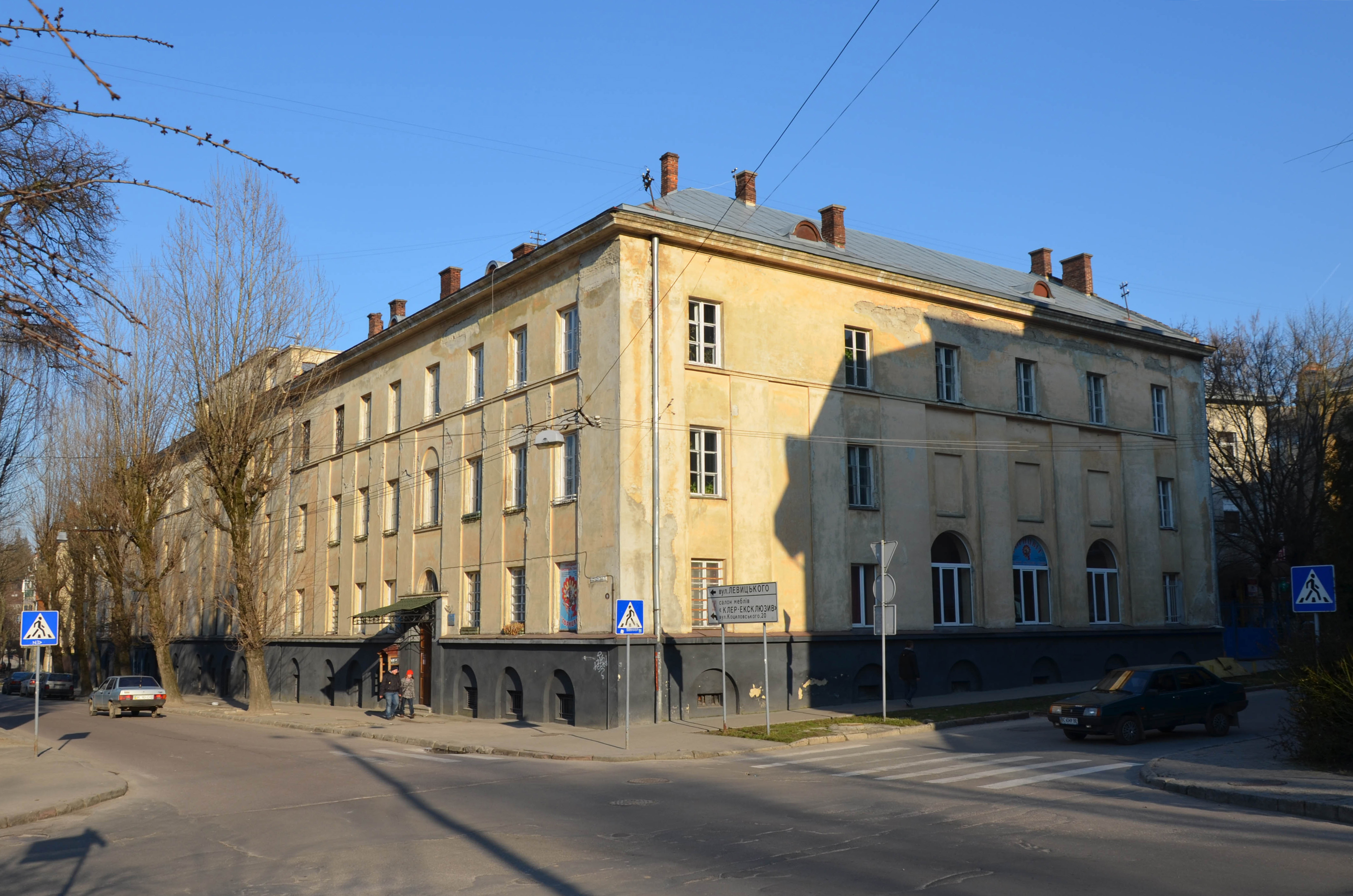
Гуртожиток на вулиці Студентській, 2 у Львові, 1930

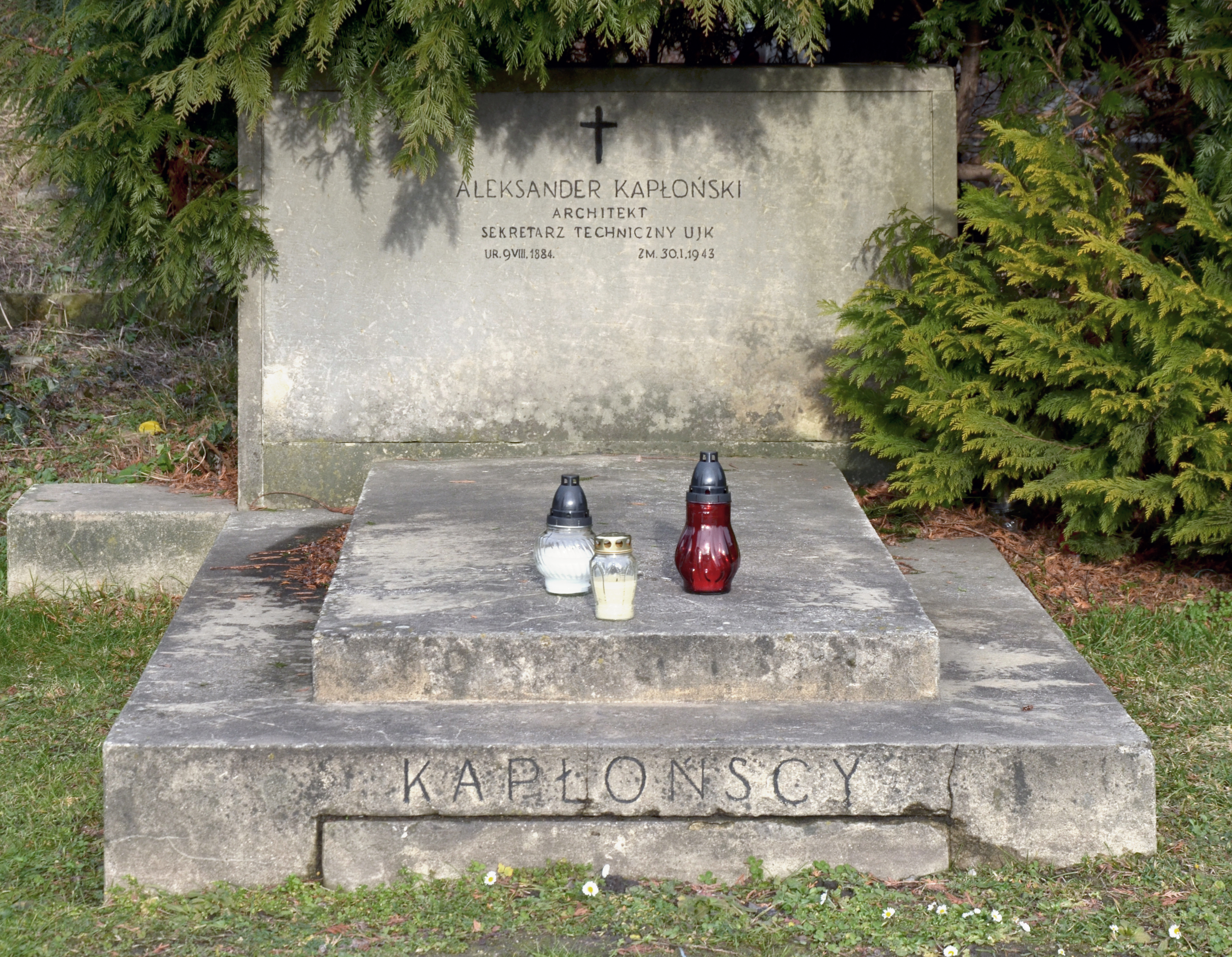
Склеп Каплонських на Личаківському цвинтарі

Олександр Каплонський (пол. Aleksander Kapłoński, 9 серпня 1884 — 30 січня 1943) — львівський архітектор. 

## Біографія
1909 року закінчив будівельний відділ Промислової школи. 1912 року здав екзамен у Намісництві на право ведення будівельних робіт. Від 13 травня 1922 року технічний інспектор Львівського університету ім. Яна Казимира. Згодом технічний секретар. Член Професійної спілки будівничих у Львові. Проживав на вулиці Собінського, 8а (тепер Йосипа Сліпого). Помер 1943 року, похований на 49 полі Личаківського цвинтаря.
Роботи
- Гуртожиток студентів Львівського університету на вулиці Солодовій у Львові, у дворі будинку № 10 (1925-1927, співавтор Чеслав Мюллер).[7]
- Власна вілла на вулиці Йосипа Сліпого, 8а. Споруджена 1927 року за власним проектом.[6]
- Реконструкція інтер'єрів Народного дому у Львові на вулиці Театральній, 22 (1928).[8]
- Жіночий студентський гуртожиток, що на нинішній вулиці Студентській, 2 (до 1930, співавтор Рудольф Індрух).[9]
- Виховний заклад ім. Абрагамовичів на нинішній вулиці Бой-Желенського, 5, споруджений за проектом Мар'яна Нікодемовича (1930).[10]
- Перебудова гуртожитку Львівського університету на вулиці Юрія Руфа у Львові (співавтор Чеслав Мюллер).[11]
- Дерев'яний санаторій на 24 місця в Микуличині (1926—1929, співавтор Чеслав Мюллер).[12]